# Boží mlejny melou
"Boží mlejny melou" är en singel av den polska sångerskan Ewa Farna. Den släpptes år 2008 som den enda singeln från hennes tjeckiska livealbum Blíž ke hvězdám.

## Listplaceringar
| Lista (2008-2009) | Topplacering |
| ----------------- | ------------ |
| Slovakien         | 22           |
| Tjeckien          | 5            |